# David Gans
David (ben Šlomo) Gans (1541? Lippstadt – 22. nebo 25.? srpna 1613, Praha; někdy psáno Ganz, hebrejsky דוד בן שלמה גנז‎, zvaný též David Abzi) byl židovský kronikář, astronom a matematik, autor historiografického díla צמח דוד Cemach David, pod kterýmžto jménem je v židovském prostředí též znám. Je pohřben na starém židovském hřbitově v Praze.

## Život a dílo
Narodil se v Lippstadtu ve Vestfálsku a studoval v Bonnu, ve Frankfurtu, v Krakově u Mošeho Isserlese a v Praze u Maharala. Oddal se studiu matematiky a astronomie a stal se jedním z mála Židů své doby, který se zabýval světským (nežidovským sekulárním) oborem. Během svého pobytu v Praze byl v kontaktu s významnými osobnostmi vědy té doby jako Tycho Brahe nebo Johannes Kepler. Studium astronomie a matematiky rovněž využil ve své práci o židovském kalendáři. Ve svém díle Magen David (Štít Davidův) vydaném v roce 1612 odmítá ovšem Koperníkův heliocentrický názor a přiklání se k Ptolemaiovu. Jeho kniha o geografii Izraele již zůstala nevydána. Mezi jeho známé potomky patří např. Ota Gregor.

### Cemach David
Jeho nejznámějším dílem je kronika Cemach David (Ratolest Davidova, 1592, Praha) vydaná ve dvou dílech. První pojednává o historii Židů, druhý o historii obecně. Autor používal jako zdroje i jiné kroniky, ačkoli se o některých z nich vyjadřoval s despektem. Část díla byla přeložena do latiny (Wilhelm Heinrich Vorst, Leyden, 1644) a do jidiš (Solomon Hanau, Frankfurt, 1692) a je jedním ze zdrojů pro nahlédnutí do života a uvažování člověka v Evropě 16. století.
Zvláštní pozornost věnuje českým dějinám s odůvodněním: „protože tu v Čechách žijeme a já tu obývám a každý má milovati svoji zemi.“
Stejný název, tedy Cemach David, nese též slovník hebrejských a aramejských výrazů, který sestavil italský židovský lékař a učenec David de Pomis (Benátky 1587).

### Další díla
Nechmad ve-na'im (Příjemně a líbezně)hvězdářské dílo, vydané posmrtně r. 1743. Obsahuje část traktátu Magen David, vydaného krátce před autorovou smrtí.
Curat ha-arec a Gevulot ha-arec (Hranice země)nedochovaná kosmografická díla. Je možné, že se jedná o totéž dílo vydané pod dvěma názvy.
Ma'or ha-katan (Světélko), Migdal David (Davidova věž) a Prozdor (Předsíň)nedochované traktáty o aritmetice, geometrii a kalendáři.

## Náhrobek
Jeho náhrobek se nachází ihned u kraje Starého židovského hřbitova a je možné jej snadno najít. Jde o jeden z mála náhrobků na Starém židovském hřbitově, který je ozdoben Davidovou hvězdou, která v tomto případě symbolizuje jméno „David“, nikoli judaismus nebo příslušnost k židovskému národu. Druhým, méně viditelným reliéfem je husa umístěná nad hvězdou – také ta symbolizuje jméno „Gans“ (německy husa). Podle badatelů jde o vůbec první případ, kdy byla „šesticípá hvězda“ použita jako židovský symbol. 

## Odkaz
V květnu 2013 se v Praze konala u příležitosti 400. výročí Gansova úmrtí konference pod názvem David Gans (1541–1613) čtyři století poté: odkaz raně moderního židovského historika a vědce.